# Bulbul strié
Alcurus striatus
Genre
Espèce
Statut de conservation UICN

 LC  : Préoccupation mineure
Le Bulbul strié (Alcurus striatus) est une espèce de passereaux de la famille des Pycnonotidae.

## Répartition et sous-espèces
- A. s. striatus (Blyth, 1842) — est de l'Himalaya
- A. s. arctus (Ripley, 1948) — monts Mishmi (en)
- A. s. paulus Bangs & Phillips, 1914 — nord de l'Indochine

## Habitat
Son habitat naturel est les forêts des montagnes humides subtropicales ou tropicales.